# Nestronia umbellula
Nestronia umbellula är en sandelträdsväxtart som beskrevs av Constantine Samuel Rafinesque. Nestronia umbellula ingår i släktet Nestronia och familjen sandelträdsväxter. Inga underarter finns listade i Catalogue of Life.